# Fahrradfabrik V. Chr. Schilling
Fahrradfabrik V. Chr. Schilling war ein deutscher Hersteller von Automobilen.

## Unternehmensgeschichte
Das Unternehmen aus Suhl begann 1903 unter Leitung von Viktor Christian Schilling mit der Produktion von Automobilen. Die Markennamen lauteten Schilling und VCS. 1906 oder 1907 endete die Produktion.

## Fahrzeuge
Einerseits stellte das Unternehmen das Modell Liliput der Süddeutschen Automobil-Fabrik Gaggenau in Lizenz her. Für den Antrieb sorgten Einbaumotoren der Fafnir-Werke mit wahlweise 6 PS oder 8 PS. Außerdem entstand das Modell 6/12 PS. Ein Vierzylindermotor von Fafnir sowie Teile, die Fafnir als Omnimobil anbot, fanden Verwendung.